# Blythe End
Blythe End – osada w Anglii, w hrabstwie Warwickshire, w dystrykcie North Warwickshire. Leży 27 km na północ od miasta Warwick i 155 km na północny zachód od Londynu.